# Letale Dosis
Die letale Dosis (LD, lateinisch Dosis letalis) ist in der Toxikologie die Dosis eines bestimmten Stoffes oder einer bestimmten Strahlung, die für ein bestimmtes Lebewesen tödlich (letal) wirkt. Demgegenüber bezeichnet man eine aus der Umgebung des Lebewesens wirkende Stoffmengenkonzentration mit gleichem Effekt als letale Konzentration (LC von englisch lethal concentration). Beide sind statistische Werte, das heißt, sie werden als Mittelwerte für die Akute Toxizität innerhalb einer repräsentativen Stichprobe gewonnen und sollten daher nicht als maßgebend für ein Individuum betrachtet werden. Ein tödlicher Effekt kann also auch erst bei wesentlich höheren oder schon bei niedrigeren Dosen/Konzentrationen auftreten, zum Beispiel bei einer Schwächung durch Krankheit.

## Eigenschaften
Neben artspezifischen Werten kann auch eine alters- oder gewichtsspezifische Angabe von Bedeutung sein, bei Menschen beispielsweise im einfachsten Fall die Unterscheidung zwischen Erwachsenen und Kindern. So liegt etwa die letale Dosis von Kaliumcyanid (Zyankali) eines erwachsenen Menschen bei etwa 140 Milligramm, bei Kindern ist sie jedoch wesentlich geringer. Besser geeignet sind daher Zahlenwerte für letale Dosen, die sich auf „kg Körpergewicht“ (in diesem Fall „Mensch“) beziehen. Auch sind die Art der Aufnahme des Toxins (oral, subkutan, intravenös etc.), das Lösungsmittel der Testsubstanz, die Dauer der Exposition sowie der Beobachtungszeitraum von Bedeutung.
Das Maß wird seit 1927 benutzt und basiert auf einer Idee des Pharmakologen John William Trevan.
Für die Angabe der letalen Dosis oder der letalen Konzentration existieren verschiedene Messgrößen bezüglich der Dosisabhängigkeit der Letalität eines Toxins oder Pathogens, die ein Maß für die Toxizität des Stoffs bzw. der eingesetzten Strahlung darstellen. Da Toxizitätsbestimmungen vielen verschiedenen Faktoren wie beispielsweise dem allgemeinen Gesundheits- und dem Ernährungszustand des Versuchstiers unterliegen, zeigt sich oftmals eine sigmoidale Dosis-Wirkungs-Kurve. Daher wird meistens jene Dosis angegeben, deren letaler Effekt sich auf 50 Prozent der beobachteten Population bezieht: die mittlere letale Dosis LD50 oder auch die mittlere letale Konzentration LC50. Die mittlere Dosis bzw. Konzentration ist ein beliebtes Maß, weil in einer Versuchsreihe die Dosis, bei der alle oder keine Individuen sterben, sehr groß bzw. sehr klein ist.
Andere Größen sind LD75 (tödliche Dosis), LD99 (sicher tödliche Dosis) und LD100 (absolut tödliche Dosis). Werte wie LD0, LD1, LD99 oder LD100 sind kaum aussagekräftig, da sie bloß von den  empfindlichsten bzw. widerstandsfähigsten Individuen innerhalb der Versuchsreihe abhängig sind.
Die Angabe der Dosis erfolgt über Gramm oder Milligramm Substanz je Kilogramm Körpergewicht, wohingegen die Angabe der Konzentration beispielsweise in Gramm Substanz je Kilogramm Flüssigkeit (zumeist Wasser) oder Kubikmeter Gas (zumeist Luft) gemacht wird.
In der Radiologie erfolgt zusätzlich die Angabe der Zeitverzögerung der tödlichen Wirkung in der Notation: LDQuote/Verzögerung

LD50/30d bezeichnet also eine Dosis, bei der 50 % der Betroffenen innerhalb von 30 Tagen sterben. 
In der wissenschaftlichen Literatur werden daneben – teils tödliche – (Gift-)Unfälle von Menschen dokumentiert, wenn die Datenlage unzweifelhaft ist. Dabei werden verschiedene Abkürzungen verwendet:
- LDLo (englisch lethal dose low) – die niedrigste (bekannte) letale Dosis
- TD – die toxische Dosis
- TDLo –  die geringste bekannte toxische Dosis, bei der beliebige negative (toxische) Effekte aufgetreten sind

## Ermittlung und Gültigkeit
Die Werte werden im Tierversuch durch einmalige Gabe des Mittels an die Tiere (Dosis) bzw. das Medium, in dem sich die Tiere befinden (Konzentration), ermittelt. Da die Art der Verabreichung eine Rolle für die Giftigkeit spielt, ist auch diese anzugeben (z. B. oral, subkutan oder intravenös). Die Ermittlung der letalen Dosis an Tieren ist aus tierethischen Gründen umstritten.
Da sich die toxische Wirkung von Substanzen zwischen verschiedenen Tierarten wie auch zwischen Tier und Mensch stark unterscheiden kann, sind die an Tieren ermittelten Werte nur äußerst bedingt auf den Menschen übertragbar und dienen nur als grober Anhaltswert. Die Güte der Näherung für den Menschen unterscheidet sich jedoch auch stark nach getesteten Tierarten.
Fallberichte von Suiziden und Suizidversuchen mit Medikamenten erlauben es ebenfalls, letale beziehungsweise überlebbare Dosen für Menschen abzuschätzen, wobei allerdings nicht selten verschiedene Substanzen gleichzeitig eingenommen werden, und der physische Zustand der Patienten nicht immer vergleichbar ist.

## Verwendung
Mithilfe der letalen Dosis können Stoffe in eine Gefahrenklasse (bzw. Toxizitätsklasse) eingeordnet werden.
Klassifikation nach GHS:
| GHS-Kategorie | Kriterium    | Kriterium                              | Kriterium    | Kriterium                             |
|               | oral         | oral                                   | dermal       | dermal                                |
| ------------- | ------------ | -------------------------------------- | ------------ | ------------------------------------- |
|               | LD50 (mg/kg) | H-Satz                                 | LD50 (mg/kg) | H-Satz                                |
| Kategorie I   | <005         | Lebensgefahr bei Verschlucken.         | <050         | Lebensgefahr bei Hautkontakt.         |
| Kategorie II  | 0005–0050    | Lebensgefahr bei Verschlucken.         | 0050–0200    | Lebensgefahr bei Hautkontakt.         |
| Kategorie III | 0050–0300    | Giftig bei Verschlucken.               | 0200–1000    | Giftig bei Hautkontakt.               |
| Kategorie IV  | 0300–2000    | Gesundheitsschädlich bei Verschlucken. | 1000–2000    | Gesundheitsschädlich bei Hautkontakt. |
| Kategorie V   | 2000–5000    |                                        | 2000–5000    |                                       |

Klassifikation der WHO:
| Klasse | LD50 (mg/kg), Ratte | LD50 (mg/kg), Ratte | LD50 (mg/kg), Ratte | LD50 (mg/kg), Ratte |
|        | oral                | oral                | dermal              | dermal              |
| ------ | ------------------- | ------------------- | ------------------- | ------------------- |
|        | Feststoffe          | Flüssigkeiten       | Feststoffe          | Flüssigkeiten       |
| Ia     | <0005               | <00020              | <00010              | <00040              |
| Ib     | 00005–0050          | 000020–0200         | 000010–0100         | 000040–0400         |
| II     | 00050–0500          | 000200–2000         | 000100–1000         | 000400–4000         |
| III    | >0500               | >02000              | >01000              | >04000              |